# أسل أصفر
أسل أصفر (الاسم العلمي: Juncus flavidus) نوع نباتي يتبع جنس الأسل وينتمي إلى الفصيلة الأسلية.